# NK Jadran Zagreb
Nogometni klub Jadran Zagreb bio je hrvatski nogometni klub iz Zagreba. Postojao je od 1953. do 1962.